# Altaarstuk

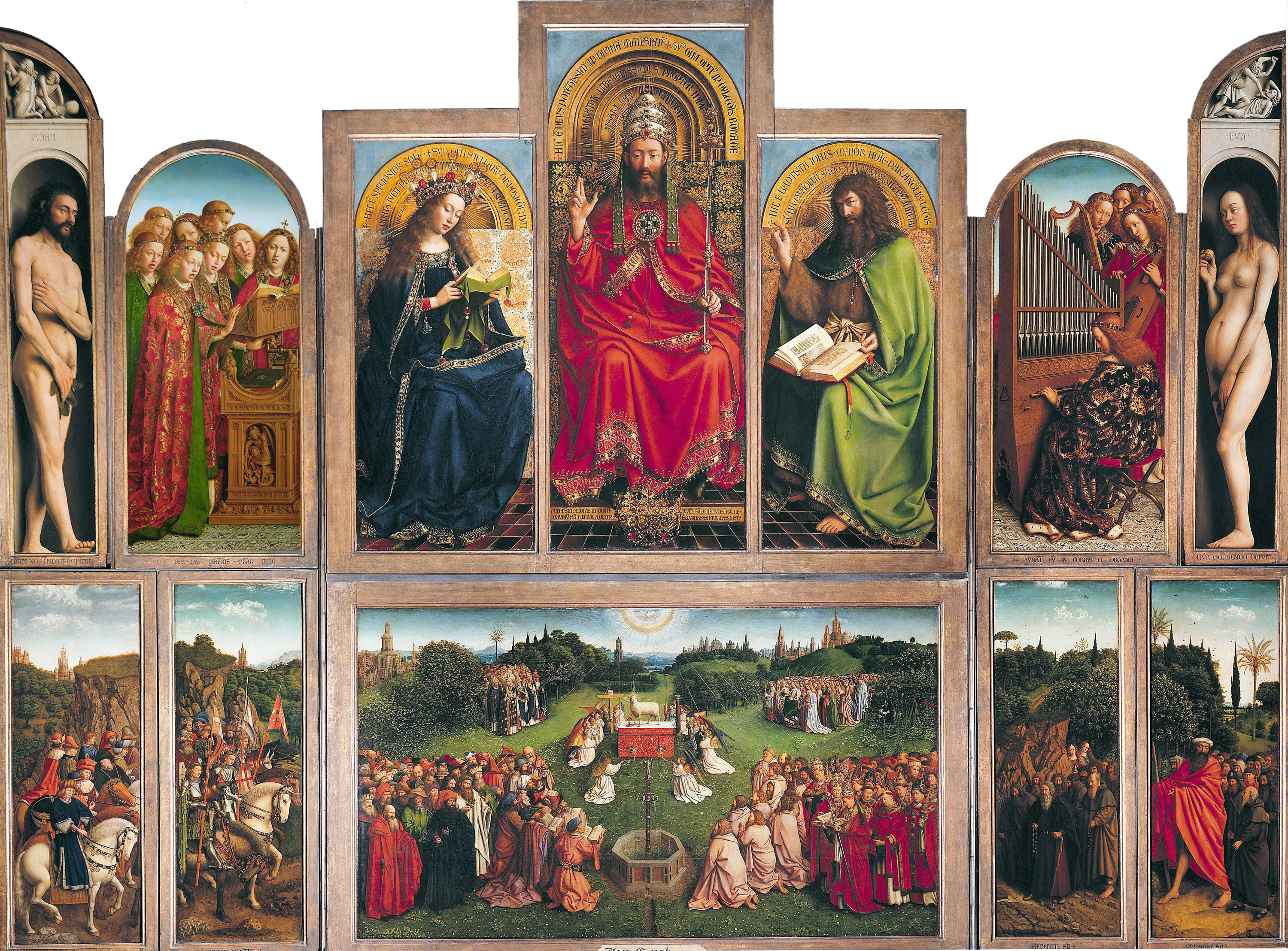
Jan en Hubertus van Eyck, Altaarstuk Het Lam Gods, 1432, Gent

Een altaarstuk is een kunstwerk dat op het altaar wordt geplaatst. Als het ervoor wordt geplaatst spreekt men van een antependium. 

## Ontstaan van altaarstuk
Het gebruik van een altaarstuk is ontstaan in Zuid-Europa uit een heidens gebruik, waarbij een viering werd gehouden op het graf van een overledene, het zogenaamde dodenmaal (ad santo). Dit werd door de christenen overgenomen die naast de eucharistieviering ook op het graf van een martelaar een viering hielden. Dit duurde tot 313 toen het Edict van Milaan van kracht werd. Vanaf dat moment wordt de algemene opvatting dat een mis-altaar van steen moet zijn en zich bij voorkeur op het graf van een martelaar moet bevinden. Omdat dit niet bij elk graf mogelijk was werden veel lichamen uit elkaar gehaald en als relieken over Europa verspreid. Met de relieken werden altaren van hun "kracht" voorzien. 
Tot de 12e eeuw stond de misvierder achter het altaar, met zijn gezicht naar de gelovigen, in de 12e eeuw wordt de elevatie ingevoerd, het opheffen van de geconsecreerde hostie. Tijdens het Vierde Lateraans Concilie in 1215 werd definitief vastgesteld dat de misvierder voor het altaar moet staan, met zijn rug naar de gelovigen. Dit heeft een groot gevolg gehad voor de ontwikkeling van het altaarstuk. Voor de 12e eeuw stond er geen altaarstuk op het altaar, want dan werd het zicht op de celebrant ontnomen, maar er stond of hing een antependium voor het altaar. Vaak werd het enkele decennia na de invoering van de elevaats omgebouwd tot altaarstuk voor op het altaar, maar de oorsprong is dan nog steeds zichtbaar omdat in de decennia dat de Celebrant voor het altaar stond er met de voeten tegenaan is gestoten, dit kan zelfs de reden zijn geweest om de antependia op het altaar te plaatsen.

## Ontwikkeling van de vorm

### Ten zuiden van de Alpen

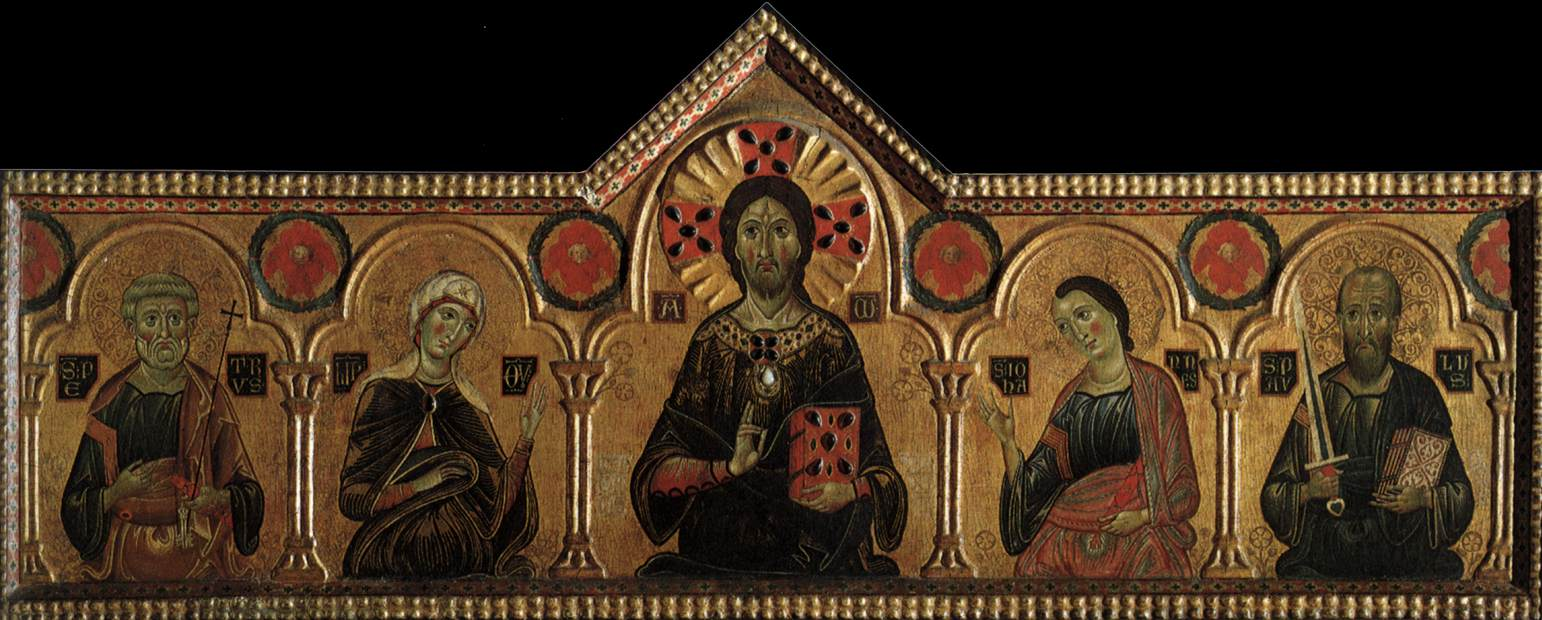
Jacopo, Altaarstuk, 13e eeuw, Italië

Tot ongeveer midden 13e eeuw worden in de christelijke wereld heiligenplanken gemaakt; dit zijn paneeltjes met een afbeelding van een heilige die werd opgehangen op een plaats waar de heilige een wonder had verricht. Ondanks het feit dat dit niet als altaarstuk was bedoeld werd het toch vaak op een altaar geplaatst. Vanaf het begin van de 14e eeuw groeien de heiligenplanken met één enkele heilige in de breedte. Er worden allerlei kleine paneeltjes gemaakt met afzonderlijke heiligen die in een groot lijstwerk worden geplaatst, dit wordt een polyptiek genoemd, een voorbeeld is de Maèsta van Duccio.

### Ten noorden van de Alpen
De ontwikkeling ten noorden van de Alpen gaat ongeveer gelijk op met de ontwikkeling ten zuiden, maar vanaf de 12e eeuw begint het in het noorden al te veranderen. Bij de altaarstukken in het noorden ontbreekt de centrale voorstelling, het altaarstuk wordt opgedeeld in compartimenten. Aan het einde van de 13e eeuw ontstaan de reliekaltaren die voortkwamen uit het Cisterciënzermilieu. Deze staan aan de oorsprong van de veelluiken, een altaarstuk met beweegbare luiken die vaak het gehele jaar gesloten waren behalve op de feestdag van de heilige die op het altaar stond. Doordat de altaarstukken in het noorden veel sneller groeiden en door zijn beweegbare luiken een meer dynamisch effect kregen in tegenstelling tot de statische zuidelijke altaarstukken (met uitzondering van Spanje), hadden ze een groter effect op de gelovigen. Door de rijkversierde lijsten verspreidde zich architectuurvormen over Europa.

### Engeland
In Engeland zijn weinig altaarstukken overgebleven na de reformatie, maar is er een bijzonder type te noemen die in vooral in Engeland is ontstaan, de reredos, een altaarstuk dat de gehele wand achter het altaar beslaat. Een voorbeeld hiervan is te vinden in de Oxford-universiteit.

## Gebruik van het altaarstuk
Het altaarstuk voegde toe aan het visuele element dat voor de middeleeuwse analfabetische gelovige erg belangrijk was. De afbeelding op het altaarstuk vertelt een verhaal dat de gelovige kent van de kerkmis en brengt hem in contact met de heilige op de afbeelding. Er werd echter nooit rechtstreeks tot de afbeelding gebeden, dat zou neerkomen op idolatrie, maar de afbeelding werd beschouwd als een middel tot devotie.  

### Zijaltaren
Omdat de gelovigen op relieken afkwamen en de gelovigen geld meenamen voor de vele bedelorden in Europa, werd het al gauw een wedstrijd om zo veel mogelijk relieken te hebben en daarmee zo veel mogelijk altaren. De zijaltaren werden tegen een pilaar geplaatst en kregen allemaal een eigen altaarstuk. Dit is nog goed te zien in het plaatsje Kalkar, net over de grens in Duitsland, waar alle altaarstukken nog op hun originele plaats staan. Door deze altaargekte werden de kerken overvol.